# Albiert Pakiejew
Albiert Aleksandrowicz Pakiejew, ros. Альберт Александрович Пакеев (ur. 4 lipca 1968 w Irkucku) – rosyjski bokser.
W 1996 roku został amatorskim mistrzem Europy w Vejle i brązowym medalistą letnich igrzysk olimpijskich w Atlancie.